# Federazione di baseball e softball del Togo
La Federazione togolese di baseball e softball (fra. Fédération Togolaise de Baseball et Softball) è un'organizzazione fondata per governare la pratica del baseball e del softball in Togo.
Organizza il campionato maschile e di softball femminile, e pone sotto la propria egida la nazionale maschile e di softball femminile.